# Sophie Mannerheim

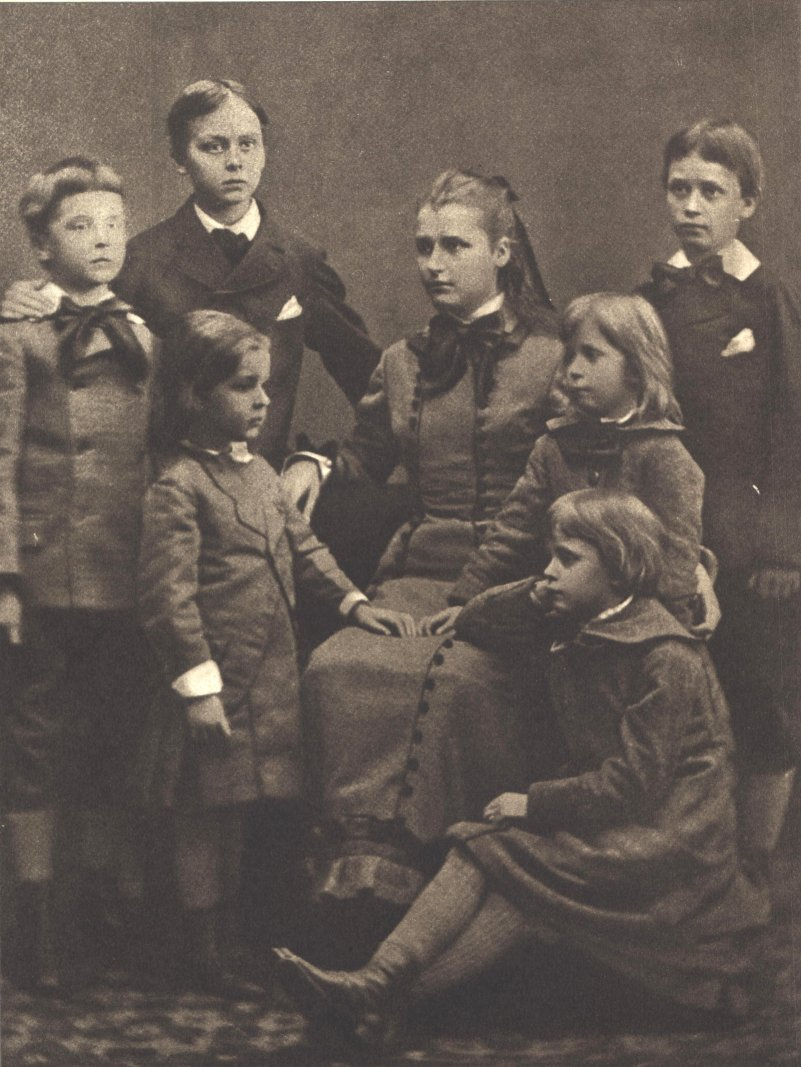
Baronessa Sophie Mannerheim (sedí uprostřed) se svými sourozenci. Vpravo stojí budoucí maršál Carl Gustaf Emil.

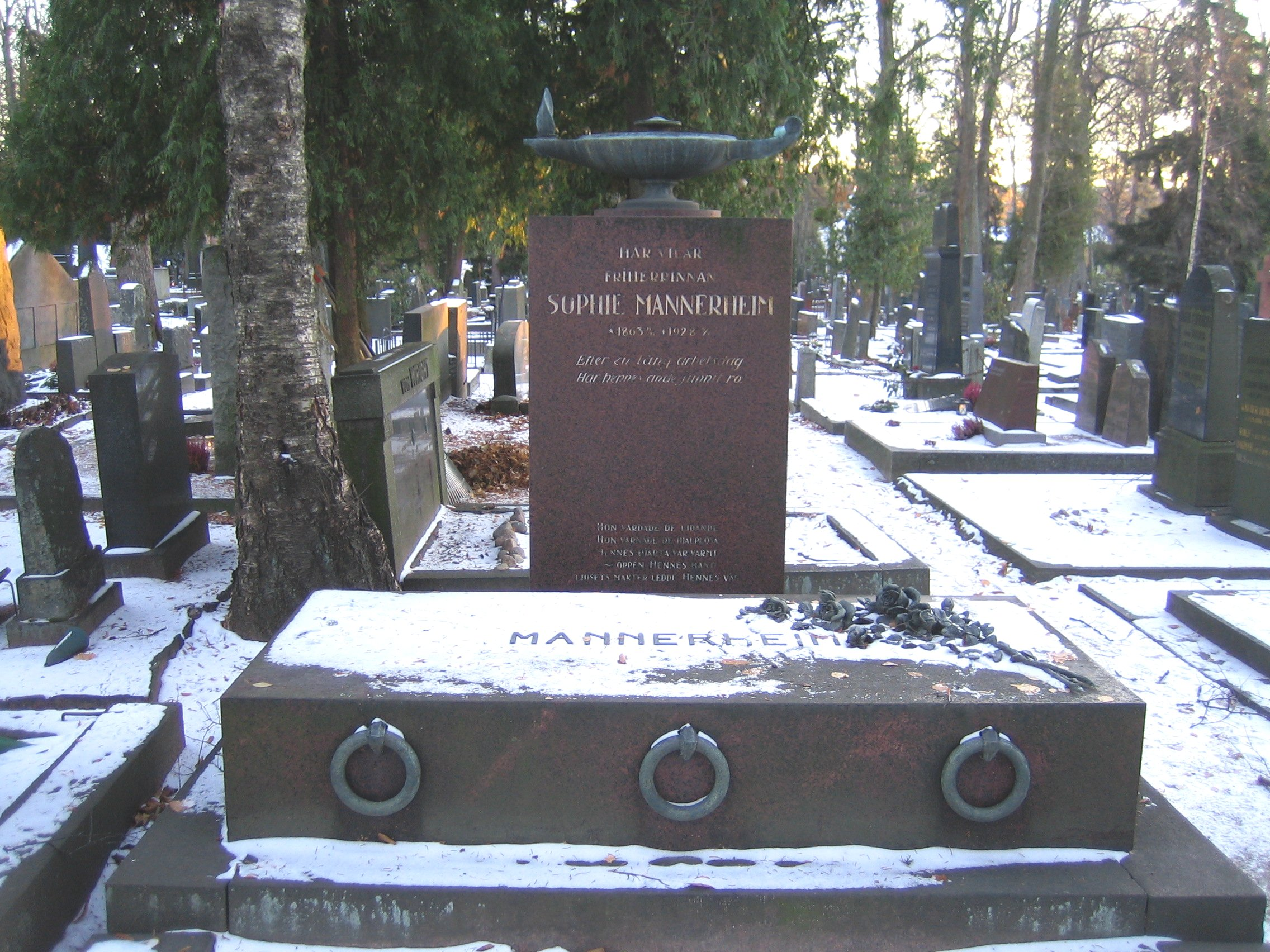
Hrob Sophie Mannerheim na hřbitově Hietaniemi.

Baronessa Sophie Mannerheim (21. prosince 1863 – 9. ledna 1928) byla finská šlechtična z rodu Mannerheimů. Byla sestrou maršála Mannerheima a průkopnicí moderní zdravotní péče ve Finsku, dětské zdravotní péče a mezinárodní zdravotní spolupráce. Kariéru začala jako pracovnice v bance (1890), v roce 1896 se vdala. Po rozvodu manželství v roce 1902 se vyučila zdravotní sestrou na Nightingale School at St. Thomas Hospital v Londýně. Po návratu do Finska se stala vrchní sestrou v nemocnici v Helsinkách a později prezidentkou Finského sdružení zdravotních sester, kterýžto úřad si podržela 24 let. Později byla též prezidentkou Mezinárodní rady zdravotních sester. Společně s doktorem Arvem Ylppöem založila dětskou nemocnici v Helsinkách (Lastennlina) a společně se svým bratrem maršálem Mannerheimem zakládala a řídila Sdružení pro péči o děti (Mannerheimin Lastensuojeluliitto).